# 순천도호부
순천도호부(順天都護府)는 오늘날 전라남도 순천시에 위치했던 조선의 도호부이다. 1413년(태종 13년) 조선초의 군현제 개편 때 도호부로 개편되었으며, 조선시대 동안 전라좌도 남부의 중심 역할을 했다. 1479년(성종 10년)에는 옛 여수현(麗水縣) 땅에 전라좌도 수군절도사영이 설치되어 전라좌도 해안방어의 군사적 요충지가 되기도 하였다.